# 774
Раннє Середньовіччя. У Східній Римській імперії триває правління Костянтина V. Карл Великий править Франкським королівством. Північ Італії належить Франкському королівству, Рим і Равенна під управлінням Папи Римського, герцогства на південь від Римської області незалежні, деякі області на півночі та на півдні належать Візантії.  Піренейський півострів, окрім Королівства Астурія, займає Кордовський емірат. В Англії триває період гептархії. Центр Аварського каганату лежить у Паннонії. Існують слов'янські держави: Карантанія та Перше Болгарське царство.
Аббасидський халіфат займає великі території в Азії та Північній Африці. У Китаї править династія Тан. В Індії почалося піднесення імперії Пала. У Японії триває період Нара. Хазарський каганат підпорядкував собі кочові народи на великій степовій території між Азовським морем та Аралом. Територію на північ від Китаю займає Уйгурський каганат.
На території лісостепової України в VIII столітті виділяють пеньківську й корчацьку археологічні культури. У VIII столітті тривало швидке розселення слов'ян. У Північному Причорномор'ї співіснують різні кочові племена, зокрема булгари, хозари, алани, авари, тюрки, кримські готи.

## Події
- Франкський король Карл Великий після довгої облоги взяв столицю Лангобардського королівства Павію і оголосив себе королем лангобардів. Своїх племінників, синів Карломана, Карл відіслав у монастир. Попереднього короля лангобардів Дезидерія теж заслано в монастир у Корбі. Син Дезидерія Адельчіз утік у Константинополь.
- Карл Великий зустрівся з Папою Римським Адріаном I і підтвердив дар Піпіна.
- Як наслідок завоювання Карла Великого незалежне Лангобардське королівство припинило існування. Лангобардські герцогства на південь від Римської області зберегли незалежність.
- Карл Великий зробив столицею свого правління Інгельгайм, де він звелів збудувати палац.
- Королем Астурії став Сіло.
- Візантійський флот піднявся вгору Дунаєм і змусив підкоритися булгарського хана Телерига.
- Високий вміст Карбону-14 в кільцях дерев свідчить про надзвичайну космічну подію, можливо найпотужніший в історії спалах сонячної активності.

## Народились
27 липня — Кукай, визначний японський монах, засновник буддистської школи Сінґон-сю в Японії.